# 馬斯河 (勞爾河支流)
50°11′9″N 10°16′44″E / 50.18583°N 10.27889°E
馬斯河（德語：Maß），是德國的河流，位於該國東南部，由巴伐利亞負責管轄，屬於勞爾河的左支流，河道全長8.7公里，流域面積35.7平方公里，發源自于希特爾豪森，河口處在馬斯巴赫。